# Shadows in the Night
Shadows in the Night is het 36e studioalbum van Bob Dylan, uitgebracht op Columbia Records  op 3 februari 2015. Het album bevat covers van nummers, die eerder door Frank Sinatra zijn uitgebracht. Dylan noemt het echter geen covers, want de nummers waren al begraven en worden nu weer door hem blootgelegd. Een aantal nummers zijn ook nummer 1-hits geweest door anderen, zoals "Some Enchanted Evening" in de versie van Perry Como en "That Lucky Old Sun" door Frankie Laine. 

## Productie
Het album werd opgenomen met Dylans tourband onder leiding van Tony Garnier. De opnamen vonden plaats in de Capitol  Studios in Los Angeles, waar ook Sinatra had opgenomen. In totaal werden 23 nummers opgenomen, waarvan er 10 op het album verschenen. 12 van de nummers verschenen later op het album Fallen Angels.

## Tracklist
| 1.                 | I'm a Fool to Want You       | Frank Sinatra, Jack Wolf, Joel Herron                                                 | 4:51 |
| 2.                 | The Night We Called It a Day | Matt Dennis, Tom Adair                                                                | 3:24 |
| 3.                 | Stay with Me                 | Jerome Moross, Carolyn Leigh                                                          | 2:56 |
| 4.                 | Autumn Leaves                | Joseph Kosma, Jacques Prévert (originele Franse tekst), Johnny Mercer (Engelse tekst) | 3:02 |
| 5.                 | Why Try to Change Me Now     | Cy Coleman, Joseph McCarthy                                                           | 3:38 |
| 6.                 | Some Enchanted Evening       | Oscar Hammerstein II, Richard Rodgers                                                 | 3:28 |
| 7.                 | Full Moon and Empty Arms     | Buddy Kaye, Ted Mossman, Sergei Rachmaninoff                                          | 3:26 |
| 8.                 | Where Are You?               | Harold Adamson, Jimmy McHugh                                                          | 3:37 |
| 9.                 | What'll I Do                 | Irving Berlin                                                                         | 3:21 |
| 10.                | That Lucky Old Sun           | Haven Gillespie, Beasley Smith                                                        | 3:39 |
| Totale duur: 35:17 |                              |                                                                                       |      |

## Musici
- Daniel Fornero – trompet
- Tony Garnier (bassist) – staande bas
- Larry G. Hall – trompet
- Dylan Hart – hoorn
- Donnie Herron – pedal-steelgitaar
- Alan Kaplan – trombone
- Stu Kimball – gitaar
- Andrew Martin – trombone
- Joseph Meyer – French horn
- George Receli – percussie
- Charlie Sexton – gitaar
- Francisco Torres – trombone

## Albumhoes
De voorkant toont een foto van Dylan achter een verticaal balkontwerp, geïnspireerd op de cover van het Blue Note Records-album Hub-Tones uit 1962 van jazztrompettist Freddie Hubbard.

## Hitnoteringen
Het album bereikte nummer 7 op de Billboard 200, nummer 1 op de UK Albums Chart, nummer 2 in Nederland en nummer 3 in Vlaanderen.
- MusicBrainz release group: 5e3e123f-0746-49fa-ac3a-1acf0dc254a0